# Magyar Fizikushallgatók Egyesülete
A Magyar Fizikushallgatók Egyesülete (Mafihe) magyarországi politikamentes közhasznú civilszervezet, amely a felsőfokú fizikusképzés színvonalát és a nemzetközi kapcsolatokat hivatott ápolni, tagjai elsősorban fizikus, mérnök-fizikus, csillagász, fizikatanár, fizikus-informatikus, fizikusmérnök szakos, fizika alapszakos (BSc) és mesterszakos (MSc) egyetemi hallgatók. Céljai megvalósítása érdekében hazai és külföldi egyetemekre tanulmányutakat, nyári iskolákat, hallgatói konferenciákat, szakmai versenyeket, szakmai gyakorlatokat, előadássorozatokat, kirándulásokat és sportbajnokságokat szervez, amelyeken a tagok jelentős anyagi támogatás mellett vehetnek részt. Kiadja a Mafigyelőt, amely egy ingyenes, szakmai anyagokat is tartalmazó időszakos folyóirat, valamint szakmai kiadványokat jelentet meg.

## Történet

### Előzmények
1985-ben vetődött fel magyar fizikushallgatókban egy nemzetközi konferencia ötlete, mely a hallgatóknak szól és ők is tartják az előadásokat saját kutatási témájukból. 1986. október 15. és 18. között szervezték meg az első ICPS-t (International Conference for Physics Students, Nemzetközi Fizikushallgatói Konferencia) Budapesten, az ELTE TTK D épületében, mely nagy érdeklődésre tartott számot: nyolc ország huszonnégy hallgatója tartott előadást. Már itt megfogalmazódott az igény egy testület megalapítására, amely a fizikushallgatók közötti nemzetközi együttműködést segíti elő. A következő ICPS-re 1987. szeptember 9. és 13. között került sor Debrecenben, az akkori KLTE Kémia épületében. Itt jött létre az IAPS (International Association of Physics Students, Fizikushallgatók Nemzetközi Egyesülete) 1987. szeptember 12-én.

### Alapítás
Egy évvel később, 1988. szeptember 28-án, Budapesten született meg a Magyar Fizikus Hallgatók Egyesülete (2002. október 26. óta Magyar Fizikushallgatók Egyesülete) az IAPS magyarországi tagszervezeteként. Az Alapító Okiraton 137 hallgató aláírása szerepel, amely szám a fizikusok számára különleges jelentőséggel bír.

### Jogi forma
A Mafihe 1988. szeptember 28-i alapítása óta jogi személy, 1990. február 23. óta társadalmi szervezet, 1998. január 1. óta közhasznú szervezet.

### Őszi közgyűlések
Az őszi közgyűlés dönt egyes személyi kérdésekről. Kezdetben a Nemzeti Bizottság alkotta a legszűkebb döntéshozó csoportot, melynek tagjait először a Közgyűlés, 1992-től néhány éven keresztül pedig az Elnök nevezte ki. Ezek a tisztségek később az Elnökséget alkották, a Nemzeti Bizottságba pedig rajtuk kívül minden Helyi Bizottság elnöke tartozott. (A HB tagjait az adott egyetem hallgatóiból álló Taggyűlés választja meg.) Ezzel párhuzamosan megjelentek a fővárosban is Helyi Bizottságok, így elváltak egymástól az általában egy-egy egyetem hallgatóit érintő tevékenységek és az Elnökség országos jellegű tevékenységei. 1998 óta a Nemzeti Bizottságba a Helyi Bizottságok egy-egy küldött útján képviseltetik magukat, akinek a személyéről szintén a Közgyűlés dönt. 2002 óta pedig vannak országos tisztségek, amelyeket szintén a Közgyűlés választ meg, de nem tartoznak az Elnökségbe. Továbbá a Közgyűlés dönt az Ellenőrző Bizottság személyi kérdéseiről is.
A közgyűlés hatáskörébe tartozik továbbá az Alapszabály módosítása, így a tisztségek létrehozása, megszüntetése, feladatkörének módosítása, illetve helyi bizottságok létrehozása és megszüntetése. A tavaszi közgyűlésen általában kevesebben jelennek meg, így a fontosabb kérdések nem ott dőlnek el, viszont a közhasznúsági beszámoló elfogadásának határideje miatt 1998 óta mindenképpen szükséges összehívni.

## Célok
Az Alapszabály szerint a Mafihe célja, hogy
1. hozzájáruljon széles látókörű, modern szemléletű, már a pályájuk kezdetén értékes hazai és külföldi tapasztalatokkal rendelkező fizikusok képzéséhez a magyar tudomány színvonalának további emelése érdekében;
2. lehetőséget biztosítson az elméleti, kísérleti, fejlesztési vagy oktatási munkával foglalkozó hallgatók tudományos tapasztalatcseréjére hazai és nemzetközi szinten egyaránt;
3. támogassa és ösztönözze a tagság nyelvtanulását és lehetőséget biztosítson a nyelv gyakorlására, hangsúlyozottan szakmai témákban, hazai és nemzetközi fórumokon;
4. tevékenyen részt vegyen mind szélesebb körű nemzetközi együttműködés kialakításában;
5. lehetőségeihez mérten támogassa tagjainak kulturális és sporttevékenységét;

1998. január 1. óta közhasznú szervezet. Közhasznú tevékenységei közé tartoznak a következők:
- (1997/CLVI. 26.c.3) tudományos tevékenység, kutatás
- (1997/CLVI. 26.c.4) nevelés és oktatás, képességfejlesztés, ismeretterjesztés
- (1997/CLVI. 26.c.19) euroatlanti integráció elősegítése

## Szervezeti felépítés
A Mafihe korlátozott jogkörű legszűkebb vezetősége az Elnökség, tagjai: elnök, titkár, gazdasági felelős, programfelelős, külkapcsolati felelős. Elnökségen kívüli tisztségviselők a médiakoordinátor, honlapfelelős, rendszergazda. 2018-tól az utóbbiak része a szakmai programfelelős is. Ők foglalkoznak a kéthetente összehívott üléseken az országos szintű ügyekkel, programokkal.
A Mafihe egyetemenkénti szervezetei a Helyi Bizottságok (HB). Minden Helyi Bizottságnak önálló működési szabályzata, vezetősége van, gazdasági önállósággal rendelkezik, de nem jogi személy. A helyi érdekeltségű programok szervezése a HB-k hatáskörébe tartozik, de szervezhetnek mindenki számára nyitott programokat is. Kéthetente üléseznek.
A Mafihe belső felügyeleti szerve az Ellenőrző Bizottság (EB). Tagjai a HB-k egy-egy küldöttje, negyedévente vagy szükség esetén üléseznek, gondoskodnak róla, hogy minden országos és HB tisztségviselő és az egyes programok önkéntes felelősei az Alapszabállyal és egyéb szabályzásokkal összhangban végzik tevékenységüket, segítenek az esetleges személyes ellentétek föloldásában.
A Mafihe legfőbb döntéshozó szerve az évente kétszer ülésező Közgyűlés, melyben minden tag szavazati joggal rendelkezik. A Közgyűlés módosíthatja az Alapszabályt, irányelveket fogalmaz meg az Egyesület tevékenységére vonatkozóan és dönt az Elnökség, egyéb tisztségviselők és az EB személyi kérdéseiben.
A Mafihe mára már megszűnt, negyedévente összehívott szerve volt a Nemzeti Bizottság (NB). Szavazati jogú tagjai az Elnökség és az HB-k egy-egy küldöttje (1998 előtt a HB-k elnökei) voltak. Feladatuk volt, hogy összehangolják országos szinten a HB-k tevékenységét és döntéseket hozzanak olyan ügyekben, amelyre az Elnökség nem volt jogosult.

## Az egyesület elnökei
- Egyed Zoltán (1988-1990)
- Kinczli Zoltán (1990-1991)
- Kiss Tamás (1991-1992)
- Kiss János (1992-1994)
- Mészáros Attila (1994-1995)
- Szedenics Gábor (1995-1996)
- Major Mátron (1996-1997)
- Borsányi Szabolcs (1997-1998)
- József Edit (1998-1999)
- Lukács András (1999-2000)
- Vértesi Róbert (2000-2001)
- Kópházi József (2001-2002)
- Gönczi Balázs (2002-2003)
- Oroszlány László (2003-2004)
- Hóbor Sándor (2004-2005)
- Zsom András (2005-2006)
- Visontai András (2006-2007)
- GIllemont Katalin (2007-2008)
- Szécsényi István (2008-2009)
- Lakatos Dóra (2009-2011)
- Horváth Balázs (2011-2012)
- Lájer Márton (2012-2013)
- Vámi Tamás Álmos (2013-2015)
- Hegedüs Dávid (2015-2017)
- Szigeti Balázs Endre (2017-2018)
- Jeges Viktor Péter (2018-2020)
- Dobos Csenge (2020-2022)
- Rábóczki Bence (2022-)

## Tiszteletbeli tagok
Az Egyesület tiszteletbeli tagjává választható állampolgárságra való tekintet nélkül az a természetes személy, aki a fizika területén elméleti, gyakorlati vagy irányító tevékenységével kiemelkedő eredményeket ért el, és az Egyesület eredményes működéséhez nagy mértékben hozzájárult. (Alapszabály, 4§/2.)
Tiszteletbeli tagok (a megválasztás évével):
- Baksay László (1989)
- Becker László
- Berényi Dénes (1989-től pártoló tag)
- Bor Zsolt (1989)
- Borsányi Szabolcs
- Budai Patroklosz
- Dávid Gyula (1995)
- Fülöp Tamás
- Gyémánt Iván (1989)
- Horváth Ákos
- Kiss Ádám (1995)
- Kiss Dezső (1989)
- Lévai Péter (1989)
- Lovas István (1989)
- Major Márton
- Marx György
- Ludwig Mössbauer
- Nagy Dénes Lajos
- Neményi Márta (1989)
- Patkós András (1995)
- Pálinkás József
- Sailer Kornél
- Serényi Tamás (2007)
- Szabó Gábor (1989)
- Szatmári Sándor
- Teller Ede (1993)
- Tisza László
- Ván Péter

## Külső hivatkozások
- Mafihe honlap